# Sporomusa termitida
Sporomusa termitida è una specie di batterio appartenente alla famiglia delle Acidaminococcaceae.